# Четвърто поколение войни
Четвърто поколение войни (4ПВ или 4GW от fourth-generation warfare) е тип конфликт, характеризиращ се с размиване на границите между война и политика, военни и цивилни. Терминът е използван за първи път през 1989 г. от американски анализатори, включително от експерта по военните въпроси Уилям С. Линд, за да се опише връщането в съвременността на типа военни действия в привидно децентрализирана форма, т.е. към предмодерния тип война.
Класическата дефиниция е: всяка война, при която един от основните участници не е държава, а недържавни сили, класически пример е въстанието на Спартак. В съвременността Ал-Каида много често е посочвана като водеща такъв тип военни действия .